# Super Nacho
Pour plus de détails, voir Fiche technique et Distribution.
Super Nacho ou Nacho Libre au Québec est une comédie allemand-mexicain-américaine coécrite et réalisée par Jared Hess, sortie en 2006.

## Synopsis
Nacho a été élevé dans un monastère mexicain, où il a fini par prendre le rôle de cuisinier malgré son manque de talent culinaire. Il décide alors de poursuivre en cachette une carrière de lutteur masqué.

## Fiche technique
Sauf indication contraire, les informations mentionnées dans cette section peuvent être confirmées par la base de données cinématographiques IMDb,  présente dans la section « Liens externes ».
- Titre original et québécois : Nacho Libre
- Titre français : Super Nacho
- Réalisation : Jared Hess
- Scénario : Jared Hess, Jerussa Hess et Mike White
- Direction artistique : Gideon Ponte
- Décors : Hania Robledo
- Costumes : Graciela Mazón
- Photographie : Javier Perez
- Montage : Billy Weber
- Musique : Danny Elfman
- Production : Jack Black, David Klawans, Julia Pistor et Mike White
- Sociétés de production : Nickelodeon Movies, Black & White et HH Films
- Sociétés de distribution : Paramount Pictures, UIP
- Pays d’origine :  États-Unis /  Allemagne /  Mexique
- Langue originale : anglais
- Format : couleur
- Genre : comédie
- Durée : 92 minutes
- Dates de sortie :
  - États-Unis : 16 juin 2006
  - Allemagne : 19 octobre 2006
  - France : 1er novembre 2006 (sortie limitée)
  - Belgique : 15 novembre 2006

## Distribution
Légende : VF = Version Française et VQ = Version Québécoise
- Jack Black (VF : Philippe Bozo et VQ : Stéphane Rivard) : Nacho
  - Troy Gentile : Nacho, enfant
- Ana de la Reguera (VF : Virginie Méry et VQ : Geneviève Désilets) : Sœur Encarnación
- Héctor Jiménez (VF : Donald Reignoux et VQ : Benoit Éthier) : Steven Esqueleto
- Carla Jiménez (en) : Cándida
- Richard Montoya (VF : Sébastien Desjours et VQ : Michel M. Lapointe) : Guillermo
- César González : Ramses
- Moisés Arias (VQ : Aliocha Schneider) : Juan Pablo
- Adlène Banharkou : Vasquèz, le catcheur
- Darius Rose (VQ : Alexandre Bacon) : Chancho
- Peter Stormare : l'empereur

La chanson thème de la version japonaise s'appelle "Go! Go! Carlito" de Jonny Jakobsen.